# Pawieł Mialeszka
Pawieł Alehawicz Mialeszka (biał. Павел Алегавіч Мялешка; ur. 24 listopada 1992) – białoruski lekkoatleta specjalizujący się w rzucie oszczepem.
W 2011 został brązowym medalistą mistrzostw Europy juniorów. W 2021 zajął 10. miejsce podczas igrzysk olimpijskich w Tokio.
Złoty medalista mistrzostw Białorusi oraz reprezentant kraju na drużynowych mistrzostwach Europy i w pucharze Europy w rzutach.
Rekord życiowy: 85,06 (7 czerwca 2021, Praga).

## Osiągnięcia
| Rok  | Impreza                                 | Miejsce               | Pozycja              | Wynik |
| ---- | --------------------------------------- | --------------------- | -------------------- | ----- |
| 2011 | Mistrzostwa Europy juniorów             | Tallinn               | 3. miejsce           | 76,59 |
| 2012 | Zimowy puchar Europy w rzutach          | Bar                   | 10. miejsce U23      | 67,61 |
| 2013 | Zimowy puchar Europy w rzutach          | Castellón de la Plana | 5. miejsce U23       | 73,30 |
| 2013 | Młodzieżowe mistrzostwa Europy          | Tampere               | 10. miejsce          | 71,78 |
| 2017 | Puchar Europy w rzutach                 | Las Palmas            | 2. miejsce (grupa B) | 76,03 |
| 2017 | Superliga drużynowych mistrzostw Europy | Lille                 | 4. miejsce           | 80,41 |
| 2017 | Mistrzostwa świata                      | Londyn                | el. – 27. miejsce    | 75,33 |
| 2018 | Puchar Europy w rzutach                 | Leiria                | 7. miejsce           | 75,91 |
| 2018 | Mistrzostwa Europy                      | Berlin                | el. – 23. miejsce    | 73,55 |
| 2019 | I liga drużynowych mistrzostw Europy    | Sandnes               | 2. miejsce           | 77,94 |
| 2019 | Mistrzostwa świata                      | Doha                  | el. – 27. miejsce    | 75,14 |
| 2021 | Igrzyska olimpijskie                    | Tokio                 | 10. miejsce          | 82,28 |